# Liste des fontaines de France protégées aux monuments historiques
Cet article répertorie les listes des fontaines protégées aux monuments historiques par régions françaises.
- Fontaines protégées aux monuments historiques en Auvergne-Rhône-Alpes
- Fontaines protégées aux monuments historiques en Bourgogne-Franche-Comté
- Fontaines protégées aux monuments historiques en Bretagne
- Fontaines protégées aux monuments historiques en Centre-Val de Loire
- Il n'y a pas de fontaine protégée en région de Corse.
- Fontaines protégées aux monuments historiques dans le Grand Est
- Fontaines protégées aux monuments historiques dans les Hauts-de-France
- Fontaines protégées aux monuments historiques en Île-de-France
- Fontaines protégées aux monuments historiques en Normandie
- Fontaines protégées aux monuments historiques en Nouvelle-Aquitaine
- Fontaines protégées aux monuments historiques en Région Occitanie
- Fontaines protégées aux monuments historiques en Outre-Mer
- Fontaines protégées aux monuments historiques en Pays de la Loire
- Fontaines protégées aux monuments historiques en Provence-Alpes-Côte d'Azur